# 李娜賢
李娜賢（2005年12月14日—）是韓國競速滑冰選手。2025年亞洲冬季運動會競速滑冰比賽100公尺與女子短距離團體追逐金牌得主。

## 簡介
李娜賢從小學一年級開始練習滑冰，到澳洲留學後，小學六年級就開始青少年運動員的生涯。

## 外部連結
- 李娜賢的Instagram帳戶
- 李娜賢在SpeedskatingResults的頁面（英語）
- 李娜賢在SpeedSkatingNews的頁面（英語）